# Oligancistrus punctatissimus
Oligancistrus punctatissimus är en fiskart som först beskrevs av Steindachner, 1881.  Oligancistrus punctatissimus ingår i släktet Oligancistrus och familjen Loricariidae. Inga underarter finns listade i Catalogue of Life.